# 1241年
| 千纪： | 2千纪 |
| 世纪： | 12世纪 \| 13世纪 \| 14世纪                                                                                 |
| 年代： | 1210年代 \| 1220年代 \| 1230年代 \| 1240年代 \| 1250年代 \| 1260年代 \| 1270年代                           |
| 年份： | 1236年 \| 1237年 \| 1238年 \| 1239年 \| 1240年 \| 1241年 \| 1242年 \| 1243年 \| 1244年 \| 1245年 \| 1246年 |
| 纪年： | 辛丑年（牛年）；大理道隆三年；南宋淳祐元年；越南天應政平十年；日本仁治二年                                 |

## 大事记
- 宋理宗改年號淳祐。
- 蒙古入侵安納托利亞，蒙古將領拜住於關鍵性的克塞山戰役中擊敗蘇丹凱霍斯魯二世，魯姆蘇丹國淪為蒙古帝国的附庸。
- 察合台汗國首任可汗察合台遺命孫子哈剌旭烈繼承汗位。
- 4月9日——蒙古帝国拔都率領，速不台指揮的军队在列格尼卡战役中战胜波兰和军事修士会的联军，列格尼卡也成為蒙古西征中所到達的最西方。
- 4月11日——蒙古帝國拔都率領，速不台指揮的軍隊在蒂薩河之戰中戰勝貝拉四世率領的匈牙利王國軍隊，洗劫首都布達佩斯，貝拉四世逃亡奧地利大公國。
- 12月11日——大蒙古國大汗窩闊台暴斃，窩闊台攻宋之戰隨之中止，此後二十年維持宋蒙對峙的局面，窩闊台死訊傳到歐洲之後，正朝維也納推進的長子西征也在翌年停止。
- 漢堡和盧貝克為保護其商人抵禦搶劫者和海盜的襲擊而結成了正式的聯盟，被認為是漢薩同盟的前身。

## 出生
- 9月4日——蘇格蘭國王亞歷山大三世出生。

## 逝世
- 8月10日——布列塔尼的埃莉诺，英格兰国王亨利三世堂姐，长期被英格兰王国囚禁的公主。
- 12月11日——窝阔台，第二位大蒙古国皇帝（蒙古帝国大汗），后被追尊为元太宗（1186年出生，55岁）。
- 察合台，察合台汗國的建立者，成吉思汗的次子（另一說1242年逝世，確認晚於窩闊台）。
- 忽炭，又稱之為可泰安汗或闊天汗，最後一位库曼大汗巴赫曼汗之安答。在聯合羅斯欽察抵抗蒙古征服基辅罗斯失敗後流亡匈牙利，遭匈牙利貴族暗殺而終。